# Talpinis
Els talpinis (Talpini) són una tribu d'eulipotifles de la família dels tàlpids. Conté una trentena d'espècies repartides en cinc gèneres. Tots els membres d'aquesta tribu viuen a Euràsia, per la qual cosa a vegades es coneix aquest clade com a «talps del Vell Món».